# Maternien
Saint Maternien († 368), était un évêque de Reims et confesseur. Comme un saint chrétien, il est liturgiquement commémoré le 30 avril.

## Histoire et tradition
Maternien, frère de l'évêque de Milan saint Materne, devint évêque de Reims vers 348 et jusqu'en 359. Il mourut le 7 juillet 368.
Il est considéré comme saint par les chrétiens et il est fêté par les fidèles le 30 avril, jour auquel l'archévêque Hincmar aurait levé son corps de terre et envoyé comme présent à Louis, roi de Germanie.